# Provincia di Zamora
Zamora è una provincia della comunità autonoma di Castiglia e León, nella Spagna occidentale. Confina con la Galizia (provincia di Ourense) a nord-ovest, con le province di León a nord, di Valladolid a est e di Salamanca a sud e con il Portogallo (distretto di Braganza) a ovest.
La superficie è di 10.561 km², la popolazione nel 2003 era di 198.524 abitanti.
Il capoluogo è Zamora, altri centri importanti sono Benavente, Puebla de Sanabria e Toro.

## Comarche
La provincia di Zamora è suddivisa nelle seguenti comarche:
- Alfoz de Toro
- Aliste
- Benavente y Los Valles
- La Carballeda
- La Guareña
- Sanabria
- Sayago
- Tierra de Alba
- Tierra de Campos
- Tierra de Tábara
- Tierra del Pan
- Tierra del Vino